# Paul Gleason
Paul Xavier Gleason (* 4. Mai 1939 in Jersey City, New Jersey; † 27. Mai 2006 in Burbank, Kalifornien) war ein US-amerikanischer Schauspieler.

## Leben und Wirken
Paul Gleason erreichte ab den späten 1950er-Jahren überregionale Bekanntheit als Footballspieler der Florida State University. Nach seinem Studienabschluss im Jahr 1966 wurde er von dem Baseball Team Cleveland Indians unter Vertrag genommen.
Dennoch wandte er sich vom Profi-Sport ab und verlagerte sich wie einige seiner Teamkollegen von der Florida State University, Burt Reynolds und Robert Urich, ganz auf die Schauspielerei. Auslöser dafür war Elia Kazans Drama Fieber im Blut, das er zusammen mit dem befreundeten Autor Jack Kerouac 1961 im Kino gesehen hatte. Daraufhin bewarb sich Gleason bei Lee Strasbergs renommiertem Actors Studio und erlernte dort den Beruf des Schauspielers. In seiner über 40 Jahre lang andauernden Karriere als Schauspieler wirkte Gleason in mehr als 150 Film-und-Fernsehproduktionen mit. Meistens verkörperte Gleason dabei in Nebenrollen klassische Vertreter von Recht und Ordnung, die aber zugleich oftmals gebrochen, korrupt oder gar bösartig erschienen. Sein Filmdebüt hatte er 1962, noch als Student, mit einer kleinen Rolle als Tankwart in Panik im Jahre Null. Jedoch blieben Gleasons Auftritte zunächst klein. Eine seiner ersten großen Rollen hatte er 1975 im Abenteuerfilm Doc Savage – Der Mann aus Bronze. 
In den 1980er-Jahren folgten dann seine wohl bekanntesten Filmrollen, in der an Mark Twain angelehnten Komödie Die Glücksritter (1983) mit Eddie Murphy und Dan Aykroyd verkörperte er den zwielichtigen Geschäftsmann Clarence Beeks; in Bruce Willis’ Action-Klassiker Stirb langsam (1988) spielte er den unglücklich agierenden Polizeichef; im Star-Wars-Spinoff Kampf um Endor (1985) stellte er die Rolle des Jeremitt Towani dar; und in der High-School-Komödie Breakfast Club (1985) war er als von seinem Beruf genervter, übermäßig strenger Lehrer Richard Vernon zu sehen. Seine Rolle in Breakfast Club veralberte Gleason 2001 in der Filmparodie Nicht noch ein Teenie-Film!. Auch 1999 griff er die Rolle wieder auf, in dem Musikvideo Dancing Queen von den A-Teens. 
Einem breiten Fernsehpublikum in den USA wurde er vor allem durch seine Rolle als „David Thornton“ bekannt, den er von 1976 bis 1978 in der Seifenoper All My Children verkörperte. Außerdem übernahm er seit den 1960er-Jahren Gastrollen in zahlreichen Fernsehserien wie Das A-Team, Columbo, Miami Vice, Seinfeld, Trio mit vier Fäusten und Friends. In weiteren Fernsehserien wie Another Life und One West Waikiki verkörperte der Charakterdarsteller auch wiederkehrende Charaktere. Zudem wirkte er bei zahlreichen Theaterproduktionen mit, unter anderem am New Yorker Broadway, und brachte einen Band mit eigenen Gedichten heraus. Er arbeitete bis zu seinem Tod als Schauspieler; posthum erschienen bis zum Jahr 2011 noch drei Independent-Filme mit Gleason als Schauspieler.
Am 27. Mai 2006 starb Paul Gleason im Alter von 67 Jahren an einem Mesotheliom, einer seltenen Form von Lungenkrebs, die meistens mit Asbest in Zusammenhang steht. In seiner Jugend hatte er zeitweise auf einer Baustelle gearbeitet, wo er mit Asbest in Berührung kam. Der passionierte Golfer hinterließ seine zweite Ehefrau Susan und zwei Töchter. Seine Grabstätte befindet sich auf dem Westwood Village Memorial Park Cemetery.

## Deutsche Synchronisation
Paul Gleason hatte in der deutschen Synchronfassung keinen Standardsprecher und wurde unter anderem von Hans-Werner Bussinger, Jürgen Thormann, Friedrich G. Beckhaus, Helmut Gauß, Joachim Höppner, Michael Christian, Lothar Blumhagen, Joachim Kerzel, Roland Hemmo, Bernd Rumpf, Eberhard Prüter, Christian Rode, Otto Mellies, Joachim Pukaß oder Holger Mahlich gesprochen.

## Filmografie (Auswahl)
- 1962: Panik im Jahre Null (Panic in Year Zero!)
- 1965: Das total verrückte Skihotel (Winter A-Go-Go)
- 1967: C’mon, Let’s Live a Little
- 1967: The Green Hornet (Fernsehserie, Folge 1x22)
- 1967: C’mon, Let’s Live a Little
- 1967: Invasion von der Wega (The Invaders, Fernsehserie, 2 Folgen)
- 1968: Der Etappenheld (The Secret War of Harry Frigg)
- 1968: FBI (The F.B.I., Fernsehserie, Folge 4x11)
- 1971–1974: Adam-12 (Fernsehserie, 4 Folgen)
- 1972: Wo tut’s weh? (Where Does It Hurt?)
- 1972: Kobra, übernehmen Sie (Mission: Impossible, Fernsehserie, Folge 7x03)
- 1972: Hit Man – Todsicher (Hit Man)
- 1973: Die Ashley-Bande (Little Laura and Big John)
- 1974: Ein Sheriff in New York (McCloud, Fernsehserie, Folge 5x04)
- 1975: Doc Savage – Der Mann aus Bronze (Doc Savage: The Man of Bronze)
- 1975: Columbo: Tod am Strand (Identity Crisis, Fernsehreihe)
- 1976: Vigilante Force – Das Gesetz sind wir (Vigilante Force)
- 1976–1978: All My Children (Seifenoper, wiederkehrende Rolle)
- 1979: Der große Santini (The Great Santini)
- 1980: Panische Angst (He Knows You’re Alone)
- 1981: The Bronx (Fort Apache, The Bronx)
- 1981: Arthur – Kein Kind von Traurigkeit (Arthur)
- 1981: Die Jagd (The Pursuit of D. B. Cooper)
- 1983: Comeback der Liebe (Tender Mercies)
- 1983: Die Glücksritter (Trading Places)
- 1984: Remington Steele (Fernsehserie, Folge 2x17)
- 1984: Cagney & Lacey (Fernsehserie, Folge 3x02)
- 1984: Hardcastle & McCormick (Hardcastle and McCormick, Fernsehserie, Folge 2x03)
- 1984: Trio mit vier Fäusten (Riptide, Fernsehserie, 2 Folgen)
- 1984: Polizeirevier Hill Street (Hill Street Blues, Fernsehserie, 2 Folgen)
- 1984: Magnum (Magnum, P.I., Fernsehserie, Folge 5x11)
- 1984/1986: Das A-Team (The A-Team, Fernsehserie, 2 Folgen)
- 1985: The Breakfast Club
- 1985: Dallas (Fernsehserie, 3 Folgen)
- 1985: Kampf um Endor (Ewoks: The Battle for Endor, Fernsehfilm)
- 1985: Im Dschungel des Bösen (Doubletake, Miniserie, 2 Folgen)
- 1986: Miami Vice (Fernsehserie, Folge 3x01 Liebe und Tod)
- 1986: Für immer Lulu (Forever, Lulu)
- 1986: Der Equalizer (The Equalizer, Fernsehserie, Folge 2x09)
- 1987: Morgan räumt auf (Morgan Stewart’s Coming Home)
- 1987: Falcon Crest (Fernsehserie, Folge 6x23)
- 1987: Hollywood Monster
- 1987: Die Schöne und das Biest (Beauty and the Beast, Fernsehserie, Folge 1x08)
- 1988: She’s Having a Baby
- 1988: Johnny be Good
- 1988: Stirb langsam (Die Hard)
- 1989: Ein Held mit kleinen Fehlern (Spooner, Fernsehfilm)
- 1989: 21 Jump Street – Tatort Klassenzimmer (21 Jump Street, Fernsehserie, Folge 4x11)
- 1989–1992: Mord ist ihr Hobby (Murder, She Wrote, Fernsehserie, 3 Folgen)
- 1990: B.L. Stryker (Fernsehserie, Folge 2x03)
- 1990: Ein gesegnetes Team (Father Dowling Mysteries, Fernsehserie, Folge 2x04)
- 1990: Miami Blues
- 1991: L.A. Law – Staranwälte, Tricks, Prozesse (L.A. Law, Fernsehserie, Folge 5x19)
- 1991: Geschichten aus der Gruft (Tales from the Crypt, Fernsehserie, Folge 3x07)
- 1992: Hitch, der Geist aus der Flasche (Wishman)
- 1992: Maniac Cop 3 (Maniac Cop III: Badge of Silence)
- 1993: Loaded Weapon 1
- 1993: Boiling Point – Die Bombe tickt (Boiling Point)
- 1994: Superman – Die Abenteuer von Lois & Clark (Lois & Clark, Fernsehserie, Folge 1x15)
- 1994: Seinfeld (Fernsehserie, Folge 5x22)
- 1994: I Love Trouble – Nichts als Ärger (I Love Trouble)
- 1994–1996: One West Waikiki (Fernsehserie, 19 Folgen)
- 1997: Die Verschwörung im Schatten (Shadow Conspiracy)
- 1997: Money Talks – Geld stinkt nicht (Money Talks)
- 1997: Das Leben und Ich (Boy Meets World, Fernsehserie, 2 Folgen)
- 1997: Walker, Texas Ranger (Fernsehserie, Folge 6x08 Das Wunderkind)
- 1997: Lost on Earth (Fernsehserie, 13 Folgen)
- 1997: Die Zeit der Rache (A Time to Revenge)
- 1998: Kick Fire – Ohne jede Vorwarnung (Best of the Best 4: Without Warning)
- 1998: Cop War – Mörderisches Doppelspiel (No Code of Conduct)
- 1998: Nash Bridges (Fernsehserie, Folge 4x10)
- 1999: Chicago Hope – Endstation Hoffnung (Chicago Hope, Fernsehserie, Folge 5x16)
- 1999: X-Factor: Das Unfassbare (Beyond Belief: Fact or Fiction, Fernsehserie, Folge 3x08)
- 1999: Diagnose: Mord (Diagnosis: Murder, Fernsehserie, Folge 7x10)
- 1999–2000: Veronica (Veronica’s Closet, Fernsehserie, 2 Folgen)
- 2000: Friends (Fernsehserie, Folge 6x16)
- 2000: Emilys Vermächtnis (The Giving Tree)
- 2000: Red Letters – Späte Abrechnung (Red Letters)
- 2001: The District – Einsatz in Washington (The District, Fernsehserie, Folge 1x14)
- 2001: Nicht noch ein Teenie-Film! (Not Another Teen Movie)
- 2002: Party Animals – Wilder geht’s nicht! (National Lampoon’s Van Wilder)
- 2002: The Guardian – Retter mit Herz (The Guardian, Fernsehserie, Folge 2x09)
- 2003: Dawson’s Creek (Fernsehserie, 2 Folgen)
- 2004: Malcolm mittendrin (Malcolm in the Middle, Fernsehserie, 2 Folgen)
- 2004: Drake & Josh (Fernsehserie, Folge 2x14)
- 2005: Cold Case – Kein Opfer ist je vergessen (Cold Case, Fernsehserie, Folge 2x11)
- 2006: Abominable
- 2008: The Book of Caleb (posthum veröffentlicht)
- 2011: The Passing (posthum veröffentlicht)